# شجرة عائلة الأسرة المصرية السابعة

### مقدمة
تعتبر الأسرة السابعة (حوالي 2181 ق.م) بداية ما يعرف بالفترة الانتقالية الأولى في مصر القديمة، وهي ظاهرة أكثر منها حقبة تاريخية؛ فقد ادّعى مانيثو أن هذه الأسرة ضمت سبعين ملكًا حكموا سبعين يومًا فحسب، لكن لا توجد أدلة أثرية أو نقوش معاصرة تؤكد وجودهم فعليًا، ويُرجّح أن ذكرهم مجازٌ لتصوير الفوضى التي أعقب موت بيبي الثاني وانهيار السلطة المركزية.

### التاريخ والطابع السياسي
- انهيار الدولة القديمة: مع وفاة بيبي الثاني (حوالي 2181 ق.م) ضعف نفوذ الملك وتفكّكت مصر سياسيًا، فتحولت إلى ممالك محلية.
- عدم اليقين الأثري: لا يرد اسم أي من ملوك هذه الأسرة في آثار من زمنهم، مما يدعم فرضية كونهم رمزًا للأطاحات المتكررة وليس سلالة قوية قائمة بحد ذاتها.

### شجرة العائلة
لا توجد معلومات جينية أو نقوش تشير إلى علاقات نسبية بين ملوك هذه الأسرة، لذا لا يمكن رسم شجرة عائلة واضحة. يُكتفى بالإشارة إلى انحدار السلطة من بيبي الثاني في نهاية الأسرة السادسة ثم التحول إلى سلسلة منفصلة من الحكام المحليين.

### إرث الأسرة
على الرغم من طابعها الفوضوي، فإن الأسرة السابعة تمثّل نقطة الانفصال بين نهاية الدولة القديمة وبداية المرحلة الانتقالية الأولى، وهي مرحلة شهدت تنامي سلطة النبلاء والمحافظين الإقليميين على حساب الملك المركزي.

## أنظر أيضًا
- قائمة ملوك مصر القديمة
- قائمة الأسر الملكية المصرية
- الأسرة المصرية السابعة